# Orsa och Älvdalens tingslag
Orsa och Älvdalens tingslag var ett tingslag i Dalarna i Kopparbergs län. 
Tingslaget bildade 1779 ur Orsa, Ore och Älvdalens tingslag och upplöstes 1805 från då verksamheten överfördes till Orsa tingslag och Älvdals tingslag. 
Tingslaget hörde till Östra domsaga.

## Socknar
Tingslaget omfattade följande socknar:  
- Orsa socken
- Älvdalens socken